# 楊真誠
楊真誠（韓語：양진성，1988年6月27日—），韓國女演員。2018年，楊真誠拍畢《如果是她的話》後沒有繼續參演電視劇。2024年，媒體報導楊真誠在息影後，與圈外企業家結婚，並於2020年誕下一女，結婚及誕女皆沒有對外公開。楊真誠與前經紀公司的專屬合約亦已終止，因此已淡出演藝圈。 

## 演出作品

### 電視劇
| 首播   | 電視台    | 劇名                                            | 角色           | 備註       |
| 2011年 | SBS       | 《城市獵人》                                    | 申恩雅         | 女配角     |
| 2011年 | MBC       | 《就像今天一樣》                                | 文孝真         | 女配角     |
| 2013年 | tvN       | 《驚豔的她》                                    | 劉南一         | 女配角     |
| 2013年 | KBS       | 《秘密》                                        | 徐智熙         | 女配角     |
| 2013年 | MBC       | 《Drama Festival－；‧，！：我媽媽爸爸奶奶安娜》 | 安娜           | 單元女主角 |
| 2014年 | TV朝鮮    | 《百年新娘》                                    | 羅斗琳／張依晶 | 第一女主角 |
| 2014年 | MBC       | 《Drama Festival－怨女日記》                    | 紅豆           | 特別演出   |
| 2015年 | MBC Drama | 《我的遺憾男友》                                | 柳智娜         | 第一女主角 |
| 2016年 | SBS       | 《我女婿的女人》                                | 朴秀卿         | 第一女主角 |
| 2017年 | tvN       | 《芝加哥打字機》                                | 馬芳珍         | 第二女主角 |
| 2018年 | tvN       | 《Cross》                                       | 孫妍熙         | 第二女主角 |
| 2018年 | SBS       | 《如果是她的話》                                | 宋彩英         | 第二女主角 |

### 電影
- 2011年：《結婚禮服（英语：Wedding Dress (film)）》
- 2013年：《素媛》飾演 道景

## 獎項
| 年度 | 大獎        | 獎項   | 作品         | 結果 |
| 2016 | SBS演技大賞 | 新星賞 | 我女婿的女人 | 獲獎 |

## 外部連結
- NAVER （页面存档备份，存于）
- 楊真誠的Instagram帳戶